# قرار مجلس الأمن التابع للأمم المتحدة رقم 1982
قرار مجلس الأمن التابع للأمم المتحدة رقم 1982، الذي اتخذ بالإجماع في 17 مايو 2011، بعد أن ذكر بجميع القرارات السابقة بشأن الوضع في السودان، مدد مجلس الأمن ولاية لجنة خبراء مراقبة الحظر المفروض على الأسلحة والعقوبات الأخرى ضد البلاد حتى 19 فبراير 2012 .

## أعمال
وإذ يتصرف بموجب الفصل السابع من ميثاق الأمم المتحدة، أكد المجلس من جديد أهمية التدابير المنصوص عليها في القرارات السابقة، بما في ذلك القرار 1945 (2010). وقرر تمديد تفويض لجنة الخبراء التي تم إنشاؤها بموجب القرار 1591 (2005) لمراقبة العقوبات المفروضة على السودان، بما في ذلك حظر الأسلحة، حتى 19 فبراير 2012.
وطُلب من الفريق تقديم تقرير إلى المجلس قبل 30 يومًا من انتهاء ولايته.